# اصلاح بخار

اصلاح بخار

اصلاح بخار (انگلیسی: Steam reforming) روشی برای تولید هیدروژن، مونوکسید کربن و سایر محصولات مفید از سوخت‌های هیدروکربنی مانند گاز طبیعی می‌باشد. در این روش از یک دستگاه فرآورش به نام اصلاح کننده استفاده می‌شود که بخار را در دمای بالا با سوخت فسیلی واکنش می‌دهد. برای نمونه اصلاح متان بوسیله بخار، به‌طور گسترده‌ای در صنایع مختلف، با هدف تولید هیدروژن مورد استفاده قرار می‌گیرد.